# کانهنگود
کانهنگود (به انگلیسی: Kanhangad) یک منطقهٔ مسکونی در هند است که در بخش کاسرگود واقع شده‌است. کانهنگود ۳۹٫۵۴ کیلومتر مربع مساحت و ۷۳٬۳۴۲ نفر جمعیت دارد.